# Ludvig Håkanson
Ludvig Erik Håkanson, född 22 mars 1996, är en svensk basketspelare som spelar för UCAM Murcia Basket i den Spanska ACB ligan. Håkanson är son till tidigare basketlandslagsspelaren Olle Håkanson; modern Carolina har spelat i högsta ligan och i basketklubbarna JB Knights och Järfälla basket och har arbetat som sportchef i Alviks BBK. Farfadern Egon Håkansson var med och grundade Alvik Basket och blev en pionjär när han började värva amerikanska spelare till Sverige.
Den 11 september 2011 gjorde Håkanson som 15-åring debut för Barcelonas A-lag och blev med det klubbens yngsta debutant genom tiderna. Han drog sig ur NBA-draften 2016. Samma år var han utlånad till Sevilla. Året före och även del av 2016 var han utlånad till VFC Riga. Säsongen 2016/2017 var Håkanson utlånad till Baloncesto Fuenlabrada som av sponsorskäl bytte namn tillfälligt till Montakit Fuenlabrada.